# Электротомография

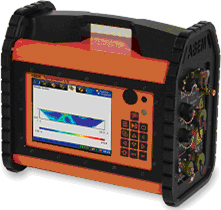
Многоканальная станция для электрической томографии методом сопротивлений и вызванной поляризации.

Электротомография (электрическая томография) — современное направление методов сопротивлений и вызванной поляризации разведочной геофизики, предназначенное для получения двумерных и трехмерных геоэлектрических разрезов из измерений полученных на поверхности земли или в скважинах. Применяется преимущественно в инженерной геофизике.

## История
Начало массового использования электротомографии приходится на конец XX века, что связано, прежде всего с быстрым развитием вычислительной техники и цифровой аппаратуры. Теоретические основы электрической томографии были заложены в медицине, где она используется в различных процедурах сканирования.

## Описание метода
Электротомография не является отдельным методом электроразведки, а представляет собой комбинацию электрического зондирования и профилирования. В отличие от традиционных вертикальных электрических зондирований, в электротомографии применяются более плотные системы наблюдений с постоянным расстоянием между электродами.
Суть методики измерений заключается в многократных повторных измерениях сигнала в приемных линиях, при различных положениях питающей. Таким способом, реализуется своеобразная «подсветка» геологического разреза с разных позиций источника и проецирование измененного геологическими объектами сигнала на приемные линии. Благодаря использованию данного принципа и современных алгоритмов инверсии, электротомография позволяет изучать сложные двумерные и трехмерные среды, что существенно расширяет круг решаемых электроразведкой задач.

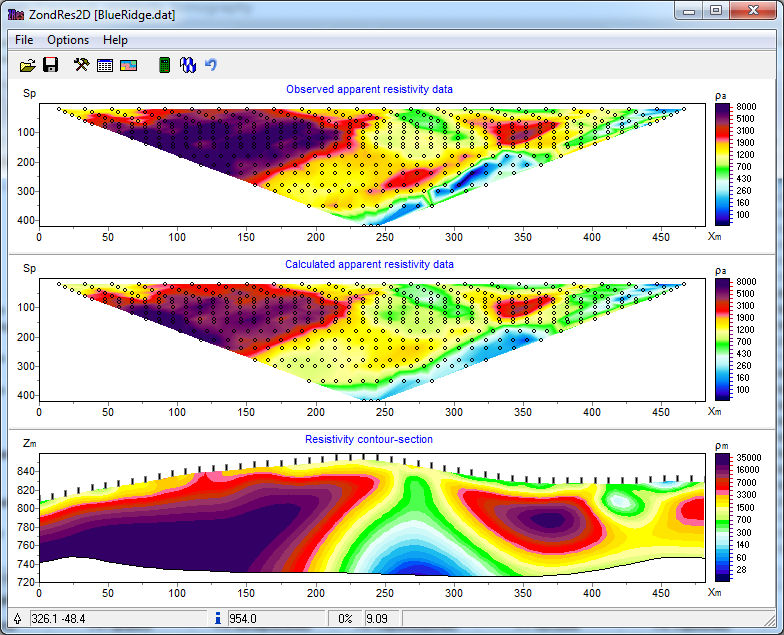
Пример двумерной инверсии данных электротомографии

Электротомографию нельзя рассматривать в отдельности, как методику полевых измерений или алгоритм инверсии, это совокупность многоканальной коммутируемой аппаратуры, методики и программного обеспечения для двумерной или трехмерной инверсии. Метод оперирует большими объёмами данных от единиц тысяч для двумерной, до десятков и сотен тысяч измерений для трехмерной. Это подразумевает использование высокопроизводительной многоэлектродной или многоканальной коммутирующей аппаратуры и электроразведочных кос. Таким образом, для проведения исследований методом электротомографии необходимо специальное геофизическое оборудование и программа преобразования полевых данных.
Глубинность исследований, как и в методе ВЭЗ определяется геоэлектрическим разрезом и наибольшими разносами. Максимальная глубина исследований для электротомографии составляет 500—700 метров, обычно 50-60 метров. Разрешающая способность электротомографии определяется расстоянием между электродами в косе и, как и для других электроразведочных методов, падает с глубиной.
Для отображения полевых материалов используются псевдоразрезы, которые представляют двумерное распределение кажущихся сопротивлений или поляризуемостей в форме контурных карт. Для интерпретации полевых данных используются специальные программы, реализующие алгоритмы двумерного или трехмерного преобразования.
Электрическая томография применяется при инженерных изысканиях, в рудной геофизике, при поисках воды и геологическом картировании.
Сейчас все большую популярность набирает межскважинная электротомография, использующаяся для детального расчленения межскважинного пространства.